# إنديانابوليس 500 سنة 2017
سباق إنديانا بوليس -500 ميل 2017 أقيم في حلبة إنديانابوليس موتور سبيدواي في 28 مايو 2017 وفاز في السباق تاكوما ساتو من فريق Andretti Autosport، بمتوسط سرعة 155.395 ميل في الساعة (250.084 كم/س).
وكان أول المنطلقين سكوت ديكسون بسرعة 232.164 ميل/س (373.632 كم/س).